# 潘尼迦
潘尼迦（1895年6月3日—1963年12月10日），全名卡瓦拉姆·马达夫·潘尼迦（英語：Kavalam Madhava Panikkar），印度官员、外交官及学者。曾前后出任印度驻中国、驻埃及、驻法国大使。

## 生平

### 早年经历
1895年6月3日，潘尼迦出生于英属印度西南部的特拉凡哥尔土邦，曾在戈德亚姆的圣公会学院和马德拉斯韦佩里圣保罗学校（St. Paul's School）接受基础教育。之后，参加了马德拉斯基督学院的中级班。1914年4月，在正于英国爱丁堡学习的哥哥的帮助下，潘尼迦离开印度前往英格兰求学，5月1日抵达英国，到牛津大学基督堂学院学习历史，加入了牛津印度留学生组织Oxford Majlis，并成为苏拉瓦底兄弟的朋友。在校期间，潘尼迦开始撰写文章并寄给印度的期刊。1918年，潘尼迦返回印度，他所乘坐的船被一枚德国鱼类击中，但乘客均得以幸存，并转移到另一艘船上。1919年，他到阿里格尔穆斯林大学任教，讲授历史和政治学，其后到加尔各答大学任教。1924年，他成为《印度斯坦时报》的第一编辑。1925年，潘尼迦再次前往英国，在伦敦中殿律師學院学习一年法律。之后潘尼迦从政，进入王公院任主席秘书，还曾担任伯蒂亚拉和比卡內爾土邦的外交大臣，1944年至1947年任比卡內爾的首席大臣“迪旺”。他曾作为印度土邦的代表之一参加圆桌会议，为使土邦加入印度联邦做了很多工作。
他曾前往葡萄牙和荷兰，研究两国与马拉巴的渊源，后来于1929年出版了《马拉巴和葡萄牙》（Malabar and the Portuguese）一书，于1931年出版《马拉巴和荷兰》（Malabar and the Dutch）一书。

### 驻外使节

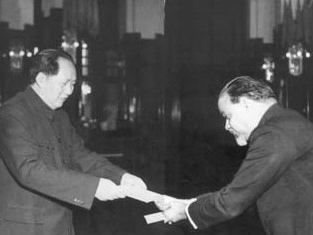
1950年5月20日，印度驻华大使潘尼迦向中国中央人民政府主席毛泽东呈递国书。

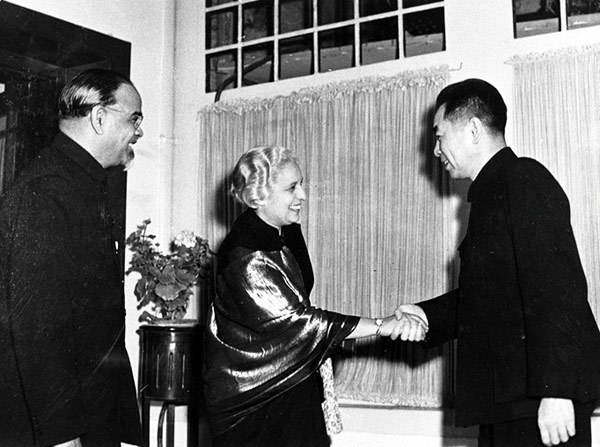
1952年周恩来会见印度驻华大使潘尼迦（左）及尼赫鲁之妹维贾雅·拉克希米·潘迪特

1948年3月27日，潘尼迦被任命为印度联邦驻中华民国大使，1948年4月19日递交国书，1949年离任。1949年12月30日，印度联邦宣布承认中华人民共和国。1950年1月26日，印度宣布成立印度共和国。1950年4月1日，印度共和国与中华人民共和国正式建立外交关系，潘尼迦被任命为首任印度共和国驻中华人民共和国大使。潘尼迦于1950年5月14日抵达北京，5月20日向中国中央人民政府主席毛泽东呈递国书。1950年10月1日，中华人民共和国第二届国庆节庆祝典礼时，潘尼迦作为外交使节，曾在在贵宾观礼台上观礼。1950年10月3日凌晨，中国国务院总理周恩来曾因朝鲜战争紧急约见潘尼迦，透过潘尼迦向美国警告，如美国军队越过三八线，中国“不能坐视不顾”。1951年1月26日，潘尼迦在印度驻华大使馆举行的印度国庆一周年招待会，毛泽东出席。1952年6月离任，中国印度友好协会於6月16日在北京舉行酒會歡送。他将自己在中国的经历写就了1954年出版的《在两个中国：一名外交官的回忆录》（In Two Chinas: memoirs of a diplomat）。
1952年，潘尼迦被任命为印度驻埃及大使，1953年离任。1956年被任命为印度驻法国大使，1959年因严重的中风被迫返回印度。

### 晚年
1959年返回印度后，他重新拾起了自己的学术事业。1961年出任克什米尔大学副校长，后担任迈索尔大学副校长。
1963年12月10日，潘尼迦在印度南部的卡纳塔克邦迈索尔去世。

## 学术成就
在他从政期间，曾不断地发表文章和诗词，并将多部希腊戏剧翻译为马拉雅拉姆语。早年潘尼迦就对马拉雅拉姆语文学感兴趣，与诗人瓦拉托尔（Vallathol）是一生挚友。潘尼迦可以熟练地应用马拉雅拉姆语及英语写作，著有50余本书籍和数量庞大的文章，其著作所涉及领域非常广泛，不仅有对印度古代历史以及当代历史发展的研究，还有艺术研究、小说、诗歌，以及对传统舞蹈卡塔卡利的研究等。
另外，潘尼迦被誉为“现代印度海权思想奠基人”，在其1945年出版的《印度与印度洋：略论海权对印度历史的影响》（India and the Indian Ocean: an essay on the influence of sea power on Indian history）一书，潘尼迦详细梳理了印度洋海权的历史变迁，强调印度洋对印度未来的重要性，并率先提出建立“蓝水海军”控制印度洋。潘尼迦的海权理论被认为是继马汉海权论之后具有里程碑式的海权观。